# Citharexylum brachyanthum
Citharexylum brachyanthum är en verbenaväxtart som först beskrevs av Asa Gray, och fick sitt nu gällande namn av Asa Gray. Citharexylum brachyanthum ingår i släktet Citharexylum och familjen verbenaväxter. Inga underarter finns listade i Catalogue of Life.